# Anna Franchi

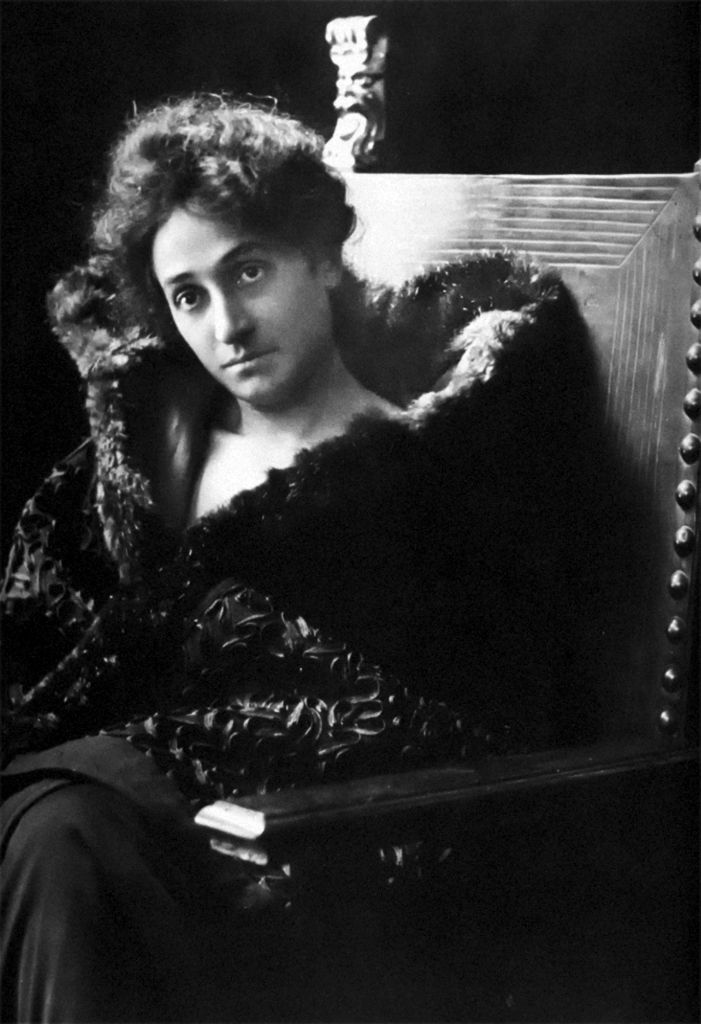
Ritratto della scrittrice Anna Franchi nel 1895

Anna Franchi (Livorno, 15 gennaio 1867 – Milano, 29 novembre 1954) è stata una scrittrice e giornalista italiana.

## Biografia
Nata da una famiglia di media borghesia, viene educata in un ambiente di tradizioni mazziniane e impara dal padre, Cesare, mercante, ad amare gli eroi risorgimentali e a esaltarsi coi versi del Carducci. La sua istruzione comprende gli studi dei classici e una buona educazione musicale. Appassionata di pianoforte, a partire dal 1881 riceve lezioni da un giovane violinista e direttore d'orchestra livornese, Ettore Martini, col quale si esibirà in vari concerti e che seguirà prima ad Arezzo e quindi a Firenze. Anna sposa Ettore nel 1883 e dal quale avrà 4 figli: Cesare, Gino, Folco (che vivrà soltanto un anno) e Ivo, nato nel 1889.
Il matrimonio ben presto si rivela un fallimento e il marito si trasferisce a Philadelphia portando con sé i figli Cesare e Gino. Rimasta sola e piena di debiti, non può vendere i suoi beni senza l'autorizzazione del marito come prevede la legge del tempo. Questo la convince ad aderire alle nuove idee divorziste con la pubblicazione del romanzo Avanti il divorzio (1902) che avrà un grande successo ma farà anche scandalo, cui segue il saggio, edito nello stesso anno Il divorzio e la donna.
Nel frattempo, anche per mantenersi, inizia la propria attività di traduttrice con testi impegnativi, tra cui: dal francese traduce Il diario di una cameriera di Octave Mirbeau e Una vita di Guy de Maupassant, mentre dal latino traduce le Favole di Fedro.
Scrive anche racconti e romanzi per l'infanzia, come quello che è considerato il suo miglior romanzo Il viaggio di un soldatino di piombo, edito da Salani nel 1901 con le illustrazioni di Carlo Chiostri, che avrà notevole successo. Collabora, come giornalista a numerose riviste.
In quegli stessi anni scrive monografie di artisti e critiche d'arte come Arte e artisti toscani dal 1850 ad oggi, pubblicato dagli Alinari nel 1902, e I macchiaioli toscani, Giovanni Fattori (1910), di cui è amica, oltre che di altri macchiaioli tra i quali Silvestro Lega e Telemaco Signorini.
Non mancano neppure testi teatrali di commedie: Per amore (1895), rappresentata a Livorno, Alba italiana e Burchiello, entrambe del 1911, rappresentate a Milano.
Nel 1900 ottiene l'iscrizione all'Albo dei Giornalisti Lombardi, seconda donna dopo Anna Kuliscioff.
Nel 1909 il figlio Gino torna a vivere con lei a Milano, dove si era trasferita stabilmente dal 1906, ed insieme si appassionano alle tesi antiaustriache ed irredentiste di Filippo Corridoni. Il suo libro Città sorelle (1916) sostiene tali tesi e in quello stesso anno i figli Gino e Ivo si arruolano volontari.
L'anno successivo, 2 settembre, giunge la notizia della morte del figlio Gino Martini, tenente dei mitraglieri sul Monte San Gabriele, medaglia d'argento alla memoria. Nel dicembre fonda la Lega di Assistenza tra le Madri dei Caduti e pubblica Il figlio alla guerra, raccolta delle conferenze tenute alla Reale Accademia di Milano.
Con l'avvento del fascismo si dedica solo alla letteratura interrompendo ogni attività sociale e politica.
Nel 1921 muore il marito Ettore Martini.
Negli anni venti escono i romanzi Alla catena (1922) e La torta di mele (1927), il saggio storico Caterina de' Medici (1932), oltre a testi teatrali e racconti per l'infanzia.
Negli anni trenta per mantenersi scrive su numerose riviste femminili, con gli pseudonimi di Donna Rosetta e Lyra, dove dà consigli sulla bellezza, sui vestiti ecc. Con il nome di Nonna Anna scrive sul Corriere dei Piccoli.
Dopo l'8 settembre 1943, aderisce alla Resistenza e nel 1946 esce Cose d'ieri dette alle donne d'oggi con cui rivendica alla sua generazione e alle socialiste di quel tempo il merito di aver portato avanti battaglie di uguaglianza e di parità di diritti che finalmente potranno trovare attuazione, come il diritto di voto. In tal senso Anna Franchi collega idealmente Risorgimento, emancipazione femminile e Resistenza.
Anna Franchi muore nel 1954 dopo aver scritto 44 volumi tra romanzi, racconti e saggi. Ha collaborato con le riviste: La Nazione, La Lombardia, Il Secolo XX, La Lettura, Nuovo Giornale di Firenze, Lavoro di Genova, L'Italia del Popolo di Milano, Gazzetta del popolo di Roma, Corriere toscano ed altri.
A lei sono intitolate strade a Livorno e a Roma.